# Liste des stations du métro d'Amsterdam
 (juillet 2022).

Plan du réseau du métro d'Amsterdam

Cet article recense les stations en service du métro d'Amsterdam. Elles sont recensées en fonction de la ligne à laquelle elles dépendent :
| Ligne | Désignation     | Couleur | Destination                    | Ouverture | Stations |
| ----- | --------------- | ------- | ------------------------------ | --------- | -------- |
| 50    | Ringlijn        | Vert    | Isolatorweg ↔ Gein             | 1997      | 20       |
| 51    | Amstelveenlijn  | Orange  | Westwijk ↔ Centraal Station    | 1990      | 29       |
| 52    | Noord/Zuidlijn  | Bleu    | Noord ↔ Zuid                   | 2018      | 8        |
| 53    | Gaasperplaslijn | Rouge   | Gaasperplas ↔ Centraal Station | 1977      | 14       |
| 54    | Geinlijn        | Jaune   | Gein ↔ Centraal Station        | 1977      | 15       |

Au total, le réseau du métro d'Amsterdam compte 5 lignes énumérées ci-dessus, 60 stations et cumule 42,7 kilomètres de voies sur terre et sous terre. 

## Ligne 50: Ringlijn
- Isolatorweg 51
- Sloterdijk 51
- De Vlugtlaan 51
- Jan van Galenstraat 51
- Postjesweg 51
- Lelylaan 51
- Heemstedestraat 51
- Henk Sneevietweg 51
- Amstelveenseweg 51
- Zuid/WTC 51, 52,
- RAI 51
- Overamstel 51
- Van der Madeweg 53, 54
- Duivendrecht 54
- Strandvliet/ArenA 54 (Amsterdam ArenA)
- Bijlmer 54
- Holendrecht 54
- Reigerbos 54
- Gein 54 (Gein)

## Ligne 51: Amstelveenlijn
- Centraal Station 52, 53, 54 (Gare centrale d'Amsterdam)
- Nieuwmarkt 53, 54
- Waterlooplein 53, 54
- Weesperplein 53, 54
- Wibautstraat 53, 54
- Amstelstation 53, 54 (Amstel)
- Spaklerweg 53, 54
- Overamstel 50
- RAI 50
- Zuid/WTC 50, 52
- Amstelveenseweg 50
- Henk Sneevlietweg 50
- Heemstedestraat 50
- Lelylaan 50
- Postjesweg 50
- Jan van Galenstraat 50
- De Vlugtlaan 50
- Sloterdijk 50
- Isolatorweg 50

## Ligne 52: Noord/Zuidlijn
- Noord
- Noorderpark
- Centraal Station 51, 53, 54 (Gare centrale d'Amsterdam)
- Rokin
- Vijzelgracht
- De Pijp
- Europaplein
- Zuid/WTC 50, 51

## Ligne 53: Gaasperplaslijn
- Centraal Station 51, 52, 54 (Gare centrale d'Amsterdam)
- Nieuwmarkt 51, 54
- Waterlooplein 51, 54
- Weesperplein 51, 54
- Wibautstraat 51, 54
- Amstelstation 51, 54 (Amstel)
- Spaklerweg 51, 54
- Van der Madeweg 50, 54
- Venserpolder
- Diemen-Zuid
- Verrijn Suartweg
- Ganzenhoef
- Kraiennest
- Gaasperplas (Gaasp)

## Ligne 54: Geinlijn
- Centraal Station 51, 52, 53 (Gare centrale d'Amsterdam)
- Nieuwmarkt 51, 53
- Waterlooplein 51, 53
- Weesperplein 51, 53
- Wibautstraat 51, 53
- Amstelstation 51, 53 (Amstel)
- Spaklerweg 51, 53
- Van der Madeweg 50, 53
- Duivendrecht 50
- Strandvliet/ArenA 50 (Amsterdam ArenA)
- Bijlmer 50
- Holendrecht 50
- Reigerbos 50
- Gein 50 (Gein)